# تقویت‌کننده چندطبقه

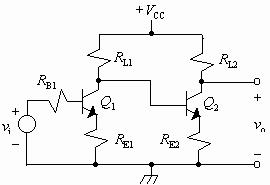
نمودار ساده‌شدهٔ تقویت‌کننده آبشاری ۲ طبقه‌ای

تقویت‌کننده چندطبقه (به انگلیسی: multistage amplifier) یک تقویت‌کننده الکترونیکی است شامل دو یا چند تقویت‌کننده تک‌طبقه به‌هم متصل‌شده. در این زمینه، تک‌طبقه تقویت‌کننده‌ای است که تنها حاوی یک ترانزیستور (گاهی یک جفت ترانزیستور) یا افزاره فعال دیگر است. رایج‌ترین دلیل استفاده از چندطبقه افزایش بهره تقویت‌کننده در کاربردهایی است که سیگنال ورودی بسیار کم است، به عنوان مثال در گیرنده‌های رادیویی. در این کاربردها یک‌طبقه به خودی خود بهره کافی ندارد. در برخی از طرح‌ها می‌توان مقادیر مطلوب تری از پارامترهای دیگر مانند مقاومت ورودی و مقاومت خروجی به‌دست‌آورد.

## طرح‌واره‌های اتصالش
ساده‌ترین و رایج‌ترین طرح‌واره اتصالش (به انگلیسی: connection)، اتصال آبشاری از طبقات یکسان یا مشابه است که یک تقویت‌کننده آبشاری را تشکیل می‌دهد. در یک اتصال آبشاری، درگاه خروجی یک طبقه به درگاه ورودی طبقه بعدی متصل می‌شود. به‌طور معمول، مراحل جداگانه ترانزیستورهای اتصال دوقطبی (BJT) در پیکربندی امیتر مشترک یا ترانزیستورهای اثرمیدانی (FET) در پیکربندی سورس مشترک هستند. برخی از کاربردها وجود دارند که در آنها پیکربندی بیس مشترک ترجیح داده می‌شود. بیس مشترک دارای بهره ولتاژ بالا است اما بهره جریان ندارد. در گیرنده‌های تلویزیون و رادیو UHF استفاده می‌شود زیرا مقاومت ورودی کم آن از امیتر مشترک تطبیق با آنتن‌ها آسان‌تراست. در تقویت‌کننده‌هایی که ورودی تفاضلی دارند و برای خروجی سیگنال تفاضلی نیاز دارند، طبقات باید تقویت‌کننده‌های تفاضلی مانند جفت‌های دنبال-بلند باشند. این طبقات شامل دو ترانزیستور برای برخورد با سیگنال‌دهی تفاضلی است.
طرح‌های پیچیده‌تر را می‌توان با مراحل مختلف با پیکربندی‌های مختلف برای ایجاد تقویت‌کننده‌ای استفاده کرد که ویژگی‌های آن از ویژگی‌های یک مرحله‌ای برای چندین پارامتر مختلف مانند بهره، مقاومت ورودی و مقاومت خروجی فراتر باشد.

## بهره کل
پیچیدگی محاسبه بهره طبقات آبشاری، تزویج‌سازی غیرایدئال بین طبقات به دلیل بارگذاری است. دو طبقه امیتر مشترک آبشاری نشان داده شده‌است. از آنجایی که مقاومت ورودی طبقه دوم یک تقسیم‌کننده ولتاژ با مقاومت خروجی طبقه اول تشکیل می‌دهد، بهره کل حاصل ضرب تک تک طبقات (جداشده) نیست.
بهره کلی AT یک تقویت‌کننده چندطبقه‌ای حاصل از بهره هر طبقه است (بدون‌توجه به اثرات بارگذاری بالقوه):
{\displaystyle A_{T}=A_{1}\times A_{2}\times A_{3}\times A_{4}\times ...\times A_{n}}
به‌عبارت دیگر، اگر بهره هر طبقه تقویت‌کننده برحسب دسی بل (dB) بیان شود، بهره کل مجموع بهره‌های هر طبقه است، بنابراین بهره کل در دسی‌بل:
{\displaystyle A_{T}=A_{1}+A_{2}+A_{3}+A_{4}+...+A_{n}}

## تزویج بین‌طبقه‌ای
برای روش تزویج‌سازی طبقات تقویت‌کننده باهم، گزینه‌های مختلفی وجود دارد. در تقویت‌کننده‌های تزویج مستقیم، همان‌طور که از نام آن پیداست، طبقات توسط رساناهای ساده بین خروجی یک طبقه و ورودی طبقه بعدی متصل می‌شوند. اما چند ایراد دارد اتصال مستقیم باعث می‌شود که مدارهای بایاس مراحل مجاور با یکدیگر اندرکنش (به انگلیسی: interaction) داشته باشند. این امر طراحی را پیچیده می‌کند و منجر به مُداراکردن در سایر پارامترهای تقویت‌کننده می‌شود. تقویت‌کننده‌های DC نیز در معرض رانش هستند که نیاز به تنظیم دقیق و اجزاهایی با پایداری بالا دارند.
در مواردی که تقویت DC مورد نیاز نیست، یک انتخاب رایج تزویج آرسی است. در این طرح یک خازن به صورت سری بین خروجی‌های طبقه و ورودی‌ها متصل می‌شود. از آنجایی که خازن DC از عبور نمی‌کند، بایاسهای طبقه نمی‌توانند اندرکنش داشته باشند. خروجی تقویت‌کننده درصورت عدم وجود ورودی از صفر رانش نخواهدکرد. ظرفیت خازن (C) و مقاومت‌های ورودی و خروجی طبقه‌ها یک مدار RC را تشکیل می‌دهند. این به عنوان یک فیلتر بالاگذر ابتدایی عمل می‌کند. مقدار خازن باید به اندازه ای بزرگ باشد که از این فیلتر کمترین فرکانس مورد نظر عبورکند. برای تقویت‌کننده‌های صوتی، این مقدار می‌تواند نسبتاً بزرگ باشد، اما در فرکانس‌های رادیویی جزء کوچکی از هزینه ناچیز در مقایسه با تقویت‌کننده کلی است.
تزویج ترانسفورماتوری یک تزویج AC جایگزین است. مانند تزویج RC، دی‌سی را بین طبقه‌ها جدا می‌کند. با این حال، ترانسفورماتورها حجیم‌تر و بسیار گران‌تر از خازن‌ها هستند، بنابراین کمتر مورد استفاده قرارمی‌گیرند.
تزویج نوری با استفاده از جداسازنوری بین طبقات به دست می‌آید. اینها مزیت ارائه ایزولش (به انگلیسی: isolation) کامل بین طبقات را دارند، بنابراین ایزولش DC را فراهم می‌کنند و از اندرکنش بین طبقات جلوگیری می‌کنند. جداسازی نوری گاهی به دلایل ایمنی الکتریکی انجام می‌شود. همچنین می‌توان از آن برای ارائه یک انتقال متعادل به نامتعادل استفاده کرد.